# Maevia intermedia
Maevia intermedia är en spindelart som beskrevs av Barnes 1955. Maevia intermedia ingår i släktet Maevia och familjen hoppspindlar. Inga underarter finns listade i Catalogue of Life.